# Agnes von Kurowsky
Agnes von Kurowsky Stanfield (Germantown, Pensilvania, 5 de enero de 1892 - Gulfport, Florida, 25 de septiembre de 1984), fue una enfermera estadounidense, que fue la base para el personaje de «Catherine Barkley» en el libro de Ernest Hemingway, Adiós a las armas.

## Antecedentes
Los padres de Agnes se conocieron mientras su padre, nacido en Alemania, enseñaba idiomas en la escuela Berlitz en Washington. Aunque su familia se mudaría muchas veces durante su infancia, Agnes llegó a considerar Washington como su casa. Asistió al Seminario Fairmont y a un programa de formación de la biblioteca pública en Washington, donde obtuvo su primer trabajo, en 1910, como catalogadora de esa biblioteca. En 1914, decidió dejar la biblioteca y asistir a la escuela de enfermería. «[La biblioteca] era un trabajo lento y sin incidentes. Mis preferencias se decantaban por algo más emocionante.»
Asistió al programa de formación de enfermeras Bellevue en Nueva York, donde se graduó en 1917. Se enroló en el servicio con la Cruz Roja Americana, y el 15 de junio de 1918, embarcó hacia Europa. Fue allí, en su primera misión de la Cruz Roja en el Hospital Treviso del Ejército en Milán, durante la Primera Guerra Mundial, donde conoció a Hemingway.
Uno de sus tíos era el famoso arquitecto de Chicago, William Holabird, y su abuelo materno fue el general Samuel Beckley Holabird, quien se desempeñó como intendente en el ejército de Estados Unidos.

## Agnes y Hemingway
En 1918 Agnes fue la enfermera de Hemingway y éste se enamoró de ella.
Después de la guerra, Hemingway regresó a los Estados Unidos y esperó a Kurowsky para casarse allí con ella, pero en lugar de acudir, Kurowsky le envió una carta finalizando la relación en el año 1919. A pesar de que Kurowsky regresó a los Estados Unidos, nunca se volvieron a encontrar.
La identidad de Agnes como base para el personaje de ficción no era un dato muy conocido hasta que el hermano de Hemingway, Leicester, publicó un libro en 1961 sobre su hermano. Leicester Hemingway visitó a Agnes en Key West, mientras investigaba para su libro. Agnes le dio algunas fotografías de su libro de recuerdos que ahora residen en la Fundación Hemingway de la Biblioteca y Museo Presidencial de John F. Kennedy en Boston.
Hemingway utilizó sus experiencias en Italia como base para diez cuentos. En estos cuentos, entre los que están «Un cuento muy corto», «Las nieves del Kilimanjaro» aparecen personajes ficticios basados en Kurowsky así como en Adiós a las armas.

## Matrimonios/muerte
Agnes von Kurowsky se casó dos veces. Primero con Howard Preston («Pete») Garner en 24 de noviembre de 1928 mientras se encontraba con la Cruz Roja en Haití. Completada su misión en Haití obtuvo un divorcio rápido. Se casó por segunda vez con William Stanfield en 1934. Stanfield era gerente de un hotel, viudo y con tres hijos.
Durante la Segunda Guerra Mundial su marido y uno de sus hijastros sirvieron en la Marina. Agnes y sus dos hijastras se fueron a Nueva York, donde Agnes trabajó en el banco de sangre de la Cruz Roja en la Quinta Avenida. Permaneció casada con Stanfield hasta su muerte en 1984, 92 años de edad.

## Entierro
Actualmente sus restos se encuentran en el «United States Soldiers' and Airmen's Home National Cemetery» (Cementerio Nacional de Soldados y Aviadores de los Estados Unidos) en Washington D. C.. Fue honrada por «su valiente y encomiable servicio» con la Cruz Roja durante la Primera Guerra Mundial.